# Ghosts and Vodka
Ghosts and Vodka war eine US-amerikanische Emo-Band aus Chicago, Illinois.

## Bandgeschichte
Ghosts and Vodka formierte sich 1998, als Erik Bocek und Sam Zurick bei einer Sky-Corvair-Reunion-Show auf Victor Villarreal und Scott Shellhammer trafen. Bocek und Zurick waren zu dieser Zeit Mitglieder bei Joan of Arc, verließen die Gruppe aber, nachdem sie mit Villarreal und Shellhammer gejammt hatten. Zurick kehrte ein paar Jahre später zu Joan of Arc zurück. Zurick und Villarreal kannten sich bereits seit ihrer Jugendzeit, als sie gemeinsam bei Cap’n Jazz gespielt hatten.
Ghosts and Vodka war eine reine Instrumental-Band und in der Szene sehr angesehen für ihr expressives und technisch virtuoses Spiel. Die Gruppe brachte während ihres Bestehens 1999 die EP Momento Mori und 2001 die LP Precious Blood heraus. 2001 löste sich die Gruppe auf, da sich Villarreal und Zurick auf ihre Mitarbeit bei Owls konzentrieren wollten. Unter diesem Bandnamen versuchten nämlich die Brüder Tim Kinsella und Mike Kinsella eine Wiederbelebung der ursprünglichen Cap’n Jazz-Formation. 2003 brachte das Label Sixgunlover Records die Anthologie Addicts and Drunks heraus.

## Diskografie

### EP
- 1999: Momento Mori (Hefty Records)

### Album
- 2001: Precious Blood (Sixgunlover Records)

### Anthologie
- 2003: Addicts and Drunks (Sixgunlover Records)

### Kompilationsbeiträge
- 2010: Gameshow Buzzer – Don’t Mind Control (Polyvvinyl)